# اچ‌ام‌اس پنزهرست
اچ‌ام‌اس پنزهرست (به انگلیسی: HMS Penshurst) یک کشتی بود که طول آن 232 ft oa بود. این کشتی در سال ۱۹۰۶ ساخته شد.